# Jednostka regionalna Pieria
Jednostka regionalna Pieria (nwgr.: Περιφερειακή ενότητα Πιερίας) – jednostka administracyjna Grecji w regionie Macedonia Środkowa. Powołana do życia 1 stycznia 2011 w wyniku przyjęcia nowego podziału administracyjnego kraju. W 2021 roku liczyła 119 tys. mieszkańców.
W skład jednostki wchodzą gminy:
- Dion-Olimp (2),
- Katerini (1),
- Pidna-Kolindros (3).